# かとり (練習艦)
かとり（ローマ字：JDS Katori, TV-3501）は、海上自衛隊の練習艦。艦名は香取神宮に由来し、旧海軍の戦艦「香取」、練習艦「香取」に続き日本の艦艇としては3代目。

## 概要
海上自衛隊は1957年以降、海上自衛隊幹部候補生学校卒業後の初任幹部の実習訓練として内地巡航と遠洋練習航海を実施していた。この実習訓練には、毎年4～5隻の護衛艦がその任に当てられていたが、第一線の護衛艦が数ヶ月間も遠洋航海に使用されることは練度保持上も問題であった上、護衛艦では教育用施設や居住施設が充分ではなかった。そこで、建造されたのが専用練習艦「かとり」である。
「かとり」は長途に亘る訓練航海に対応出来うる様な配慮がなされており、実習員のための居住区や教育設備は艦の後部付近に纏められ、固有乗組員の区画と切り離されている。煙突後部の大型甲板室には、実習講堂や実習員の居住区画、食堂が配置された。後部甲板はヘリコプター甲板であるが、実習員の体育訓練や様々なレセプションに使用出来る様になっていた。各戦闘区画や実習に用いる艦内区画は実習員の教育訓練が行える様に通常の護衛艦に比して広いスペースが確保されている。
主機関は蒸気タービンであるが、通常のタービン推進艦艇の様に缶室と機械室を分離させることなく、同一区画内に配置し実習員が主機の運転状況を実習出来るように配慮された。
兵装は、68式50口径3インチ連装速射砲や71式ボフォース・ロケット・ランチャー、68式3連装短魚雷発射管など、計画当時の護衛艦が搭載していた代表的兵装が装備されていた。
練習艦特有の装備として、取り外し式の礼砲2門を装備していた。対空レーダーは護衛艦「わかば」より撤去したものを流用している。
船型は艦首部にシアーの付いた長船首楼船型で、海外を訪問する機会の多い練習艦故に「かとり」は重厚なイメージを持つシルエットとなっている。また、特別公室・司令官公室などが艦内に設けられ、「かとり」を訪問する外国の要人に対応出来る様になっていた。特に、特別公室は各国の元首クラスの来訪に備え、室内にはチーク材が使用されていた。

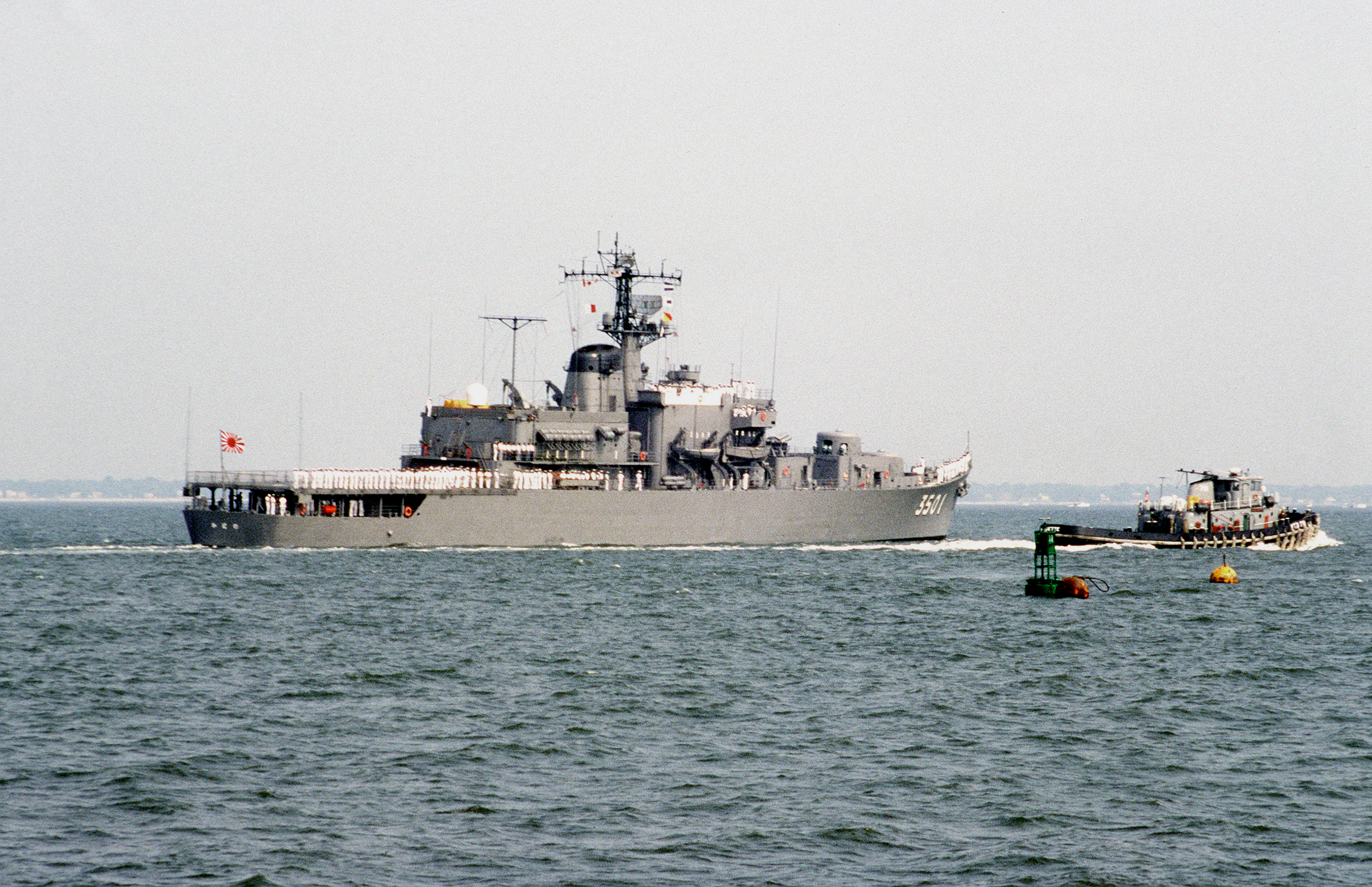
後方から見た「かとり」
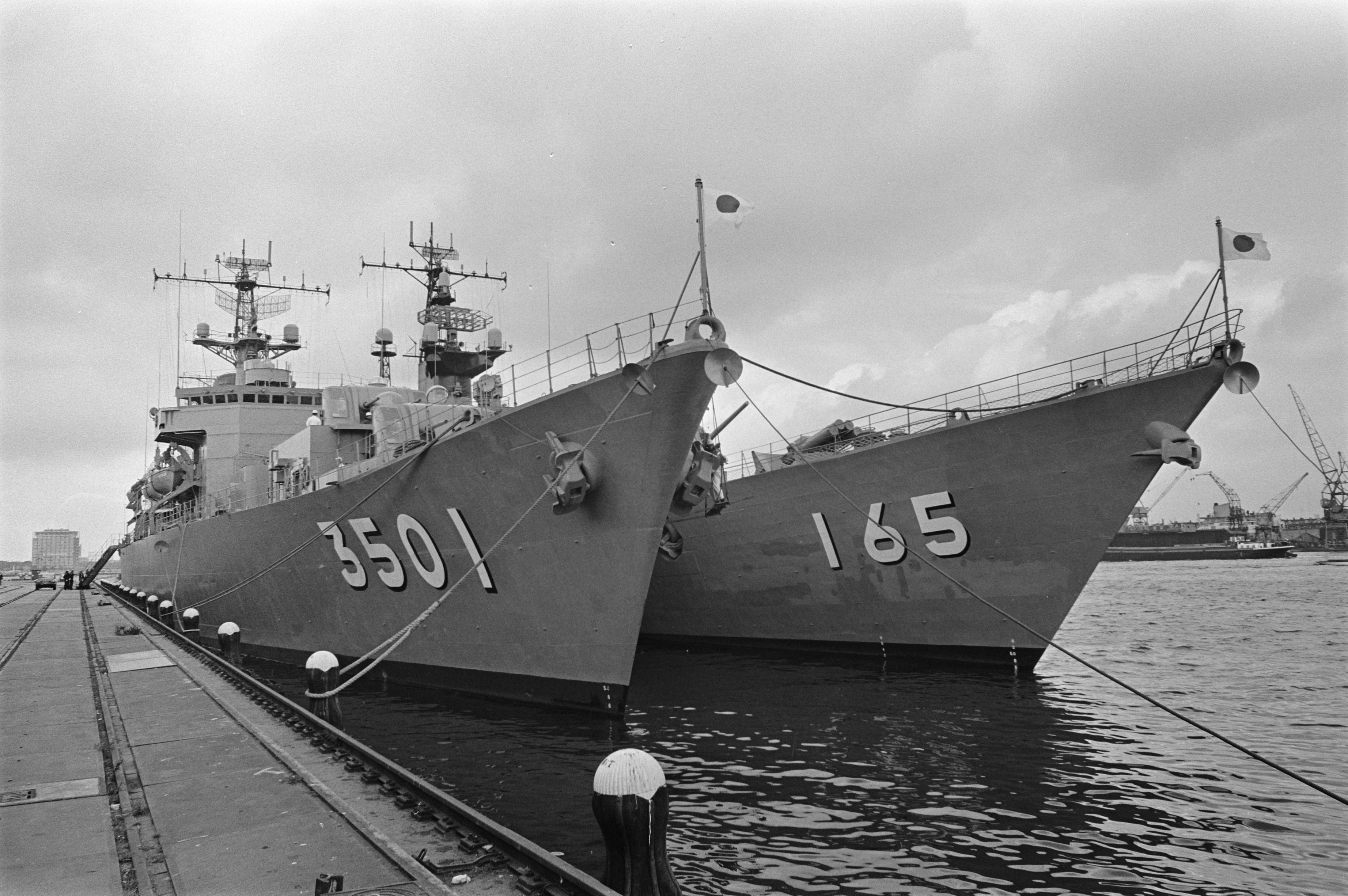
アムステルダムに寄港中の「かとり」。右は「きくづき」（1970年）
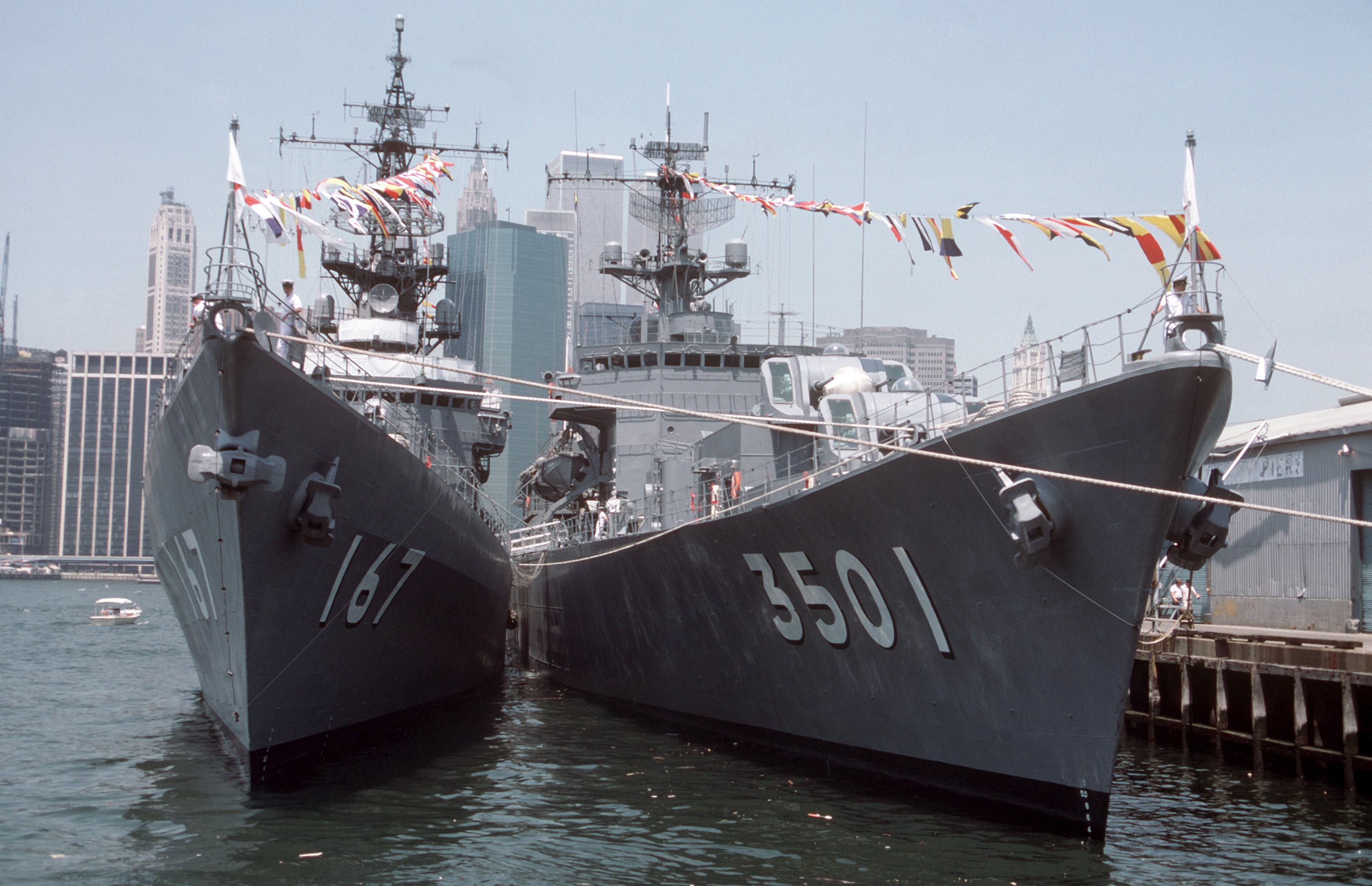
「ながつき」と並んだ「かとり」(右) （1986年）
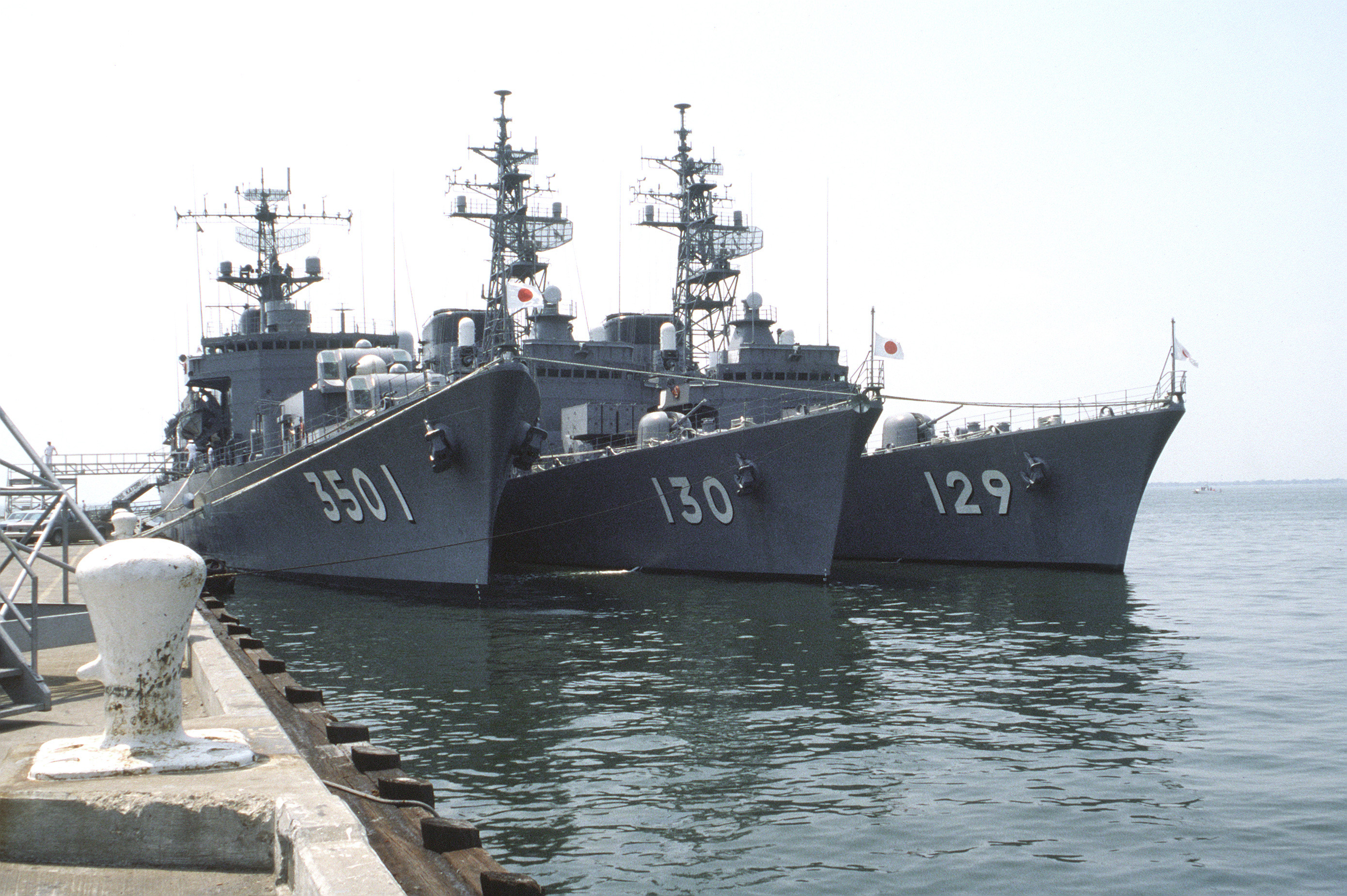
ノーフォークにて（1987年）

## 艦歴
「かとり」は、第2次防衛力整備計画に基づく昭和41年度計画練習艦3501号艦として、石川島播磨重工業東京工場で1967年12月8日に起工され、1968年11月19日に進水、1969年9月10日に就役し、練習艦隊に直轄艦として編入され旗艦となった。定係港は横須賀。
1970年から1993年まで24回の遠洋練習航海に参加、この間の延べ訪問国数は209ヵ国(307港)、航程718,772浬、育て上げた実習幹部は3,537名という記録を残した。
護衛艦の主兵装が砲雷からミサイルに移り変わり、主機関も蒸気タービンからガスタービンエンジンに移行すると「かとり」の設備では対応しきれず、老朽化の進行も相まって後継艦が建造されることになったが、後継艦「かしま」（TV-3508）の竣工が1年遅れたこともあり、同艦の就役を待たずに遠洋航海の任より退くことになった。
1995年1月26日、練習艦隊第1練習隊に編入され、定係港が呉に転籍。
その後は、専ら日本近海での練習航海に従事し、1994年には艦齢25年にして初めて海上自衛隊の観艦式に参列することができた。
1998年3月20日、除籍。
28年半に及ぶ生涯の航海総航程は988,936浬で、実に地球と月の間を2往復半する距離に相当し、遠洋航海に24回参加、209ヶ国307港に寄港した。その後、スクラップとして売却され、江田島で解体された。

### 艦名
海上幕僚監部では、海上自衛隊最初の練習艦の名前を「かとり」と命名することで準備していたが、当時の増田甲子七防衛庁長官から「昔から鹿島香取の順序がある。それに「鹿島立ち」といって遠洋航海には縁起が良い「かとり」とせずに「かしま」と命名すべきだ」との意見があった。関係者は「「香取」の初代は英国製ですが、二代目は練習専用に造られた国産艦でした。初代、二代目とも二番艦が「鹿島」で、計画中の練習艦も二隻目は当然「かしま」と命名されます」ととりなしたものの納得されなかった。「海幕内でも「蚊取り」「貸し間」と陰口が出ていますから神社名にこだわらず、日露戦争以来終戦まで生き残って働いた「敷島」を襲名しては」と提案されたものの、「どうしても「かしま」がよい」と主張が変わらなかったので海上幕僚長による説得を願うこととなった。そして「初代「香取」は、天皇陛下が皇太子時代に訪欧された時の御乗艦で、今でも「香取」の名を懐かしく記憶している」との話を聞いた増田長官は、即座にその意を了解し、「かとり」と決裁された。

### 歴代艦長
| 代 | 氏名       | 在任期間                | 出身校・期          | 前職                                  | 後職                                            | 備考    |
| -- | ---------- | ----------------------- | ------------------- | ------------------------------------- | ----------------------------------------------- | ------- |
| 01 | 落山義幹   | 1969.9.10 - 1970.12.15  | 海兵71期            | かとり艤装員長                        | 第22護衛隊司令                                  |         |
| 02 | 足立善次   | 1970.12.16 - 1971.12.15 | 海兵72期            | 統合幕僚会議事務局第2幕僚室           | 自衛隊神奈川地方連絡部長                        |         |
| 03 | 舩木 力    | 1971.12.16 - 1972.12.15 | 海兵73期            | 横須賀地方総監部管理部                | 第33護衛隊司令                                  |         |
| 04 | 原 統一    | 1972.12.16 - 1973.12.15 | 中央大・ 予学4期    | 統合幕僚学校教育課教務班長            | 自衛隊青森地方連絡部長                          |         |
| 05 | 植田一雄   | 1973.12.16 - 1974.12.15 | 海兵74期            | 第2駆潜隊司令                         | 第34護衛隊司令                                  |         |
| 06 | 西野高行   | 1974.12.16 - 1975.12.15 | 海兵75期            | 海上幕僚監部防衛部運用課運用班長      | 海上幕僚監部防衛部付 →1976.4.1 同部運用課長     |         |
| 07 | 柿添幾久次 | 1975.12.16 - 1976.11.30 | 海兵75期            | もちづき艦長                          | 統合幕僚会議事務局第5幕僚室勤務                 |         |
| 08 | 高橋鉄男   | 1976.12.1 - 1977.12.15  | 海兵75期            | 海上幕僚監部防衛部運用課運用班長      | 海上幕僚監部総務部勤務                          |         |
| 09 | 橋本哲人   | 1977.12.16 - 1978.12.1  | 海兵75期            | 大湊地方総監部防衛部                  | 第51護衛隊司令                                  |         |
| 10 | 中島三郎   | 1978.12.2 - 1979.12.4   | 3期幹候             | 阪神基地隊副長                        | 阪神基地隊付 →1980.1.30 停年退職                |         |
| 11 | 高橋 澄    | 1979.12.5 - 1980.12.4   | 北海道大・ 4期幹候  | 第9護衛隊司令                         | 佐世保地方総監部付 →1981.1.20 同防衛部長        |         |
| 12 | 三浦幸治   | 1980.12.5 - 1981.12.1   | 鹿児島大・ 8期幹候  | たかつき艦長                          | 第9護衛隊司令                                   |         |
| 13 | 古川芙士夫 | 1981.12.2 - 1982.12.5   | 福岡大・ 8期幹候    | もちづき艦長                          | 対馬防備隊司令                                  |         |
| 14 | 城 泰男    | 1982.12.6 - 1983.12.19  | 7期幹候             | 海上自衛隊第1術科学校教育第3部長      | 海上自衛隊第1術科学校研究部長                   |         |
| 15 | 吉村健思   | 1983.12.20 - 1984.12.16 | 防大3期             | くらま艦長                            | 開発指導隊群司令部勤務 →1985.3.1 第62護衛隊司令 |         |
| 16 | 井上 哲    | 1984.12.17 - 1985.12.19 | 防大4期             | 第32護衛隊司令                        | 自衛艦隊司令部幕僚                              |         |
| 17 | 中村英昭   | 1985.12.20 - 1986.12.19 | 防大5期             | くらま艦長                            | 自衛艦隊司令部幕僚                              |         |
| 18 | 宮本 静    | 1986.12.20 - 1987.12.10 | 学習院大・ 13期幹候 | しらゆき艦長                          | 自衛艦隊司令部幕僚                              |         |
| 19 | 下津和久   | 1987.12.11 - 1988.12.14 | 防大8期             | 佐世保地方総監部防衛部第3幕僚室長     | 防衛医科大学校学生部学生課長                    |         |
| 20 | 垣見昌美   | 1988.12.15 - 1989.12.14 | 防大7期             | プログラム業務隊副長                  | 第63護衛隊司令                                  |         |
| 21 | 才原晧央   | 1989.12.15 - 1990.12.14 | 鳥取大・ 16期幹候   | あさかぜ艦長                          | 第35護衛隊司令                                  |         |
| 22 | 池上光信   | 1990.12.15 - 1991.12.9  | 防大10期            | 海上自衛隊幹部学校研究部員            | 海上自衛隊第1術科学校教育第3部長                |         |
| 23 | 田代誠盡   | 1991.12.10 - 1992.12.14 | 防大12期            | 海上自衛隊第1術科学校教官 兼 研究部員 | 海上幕僚監部総括副監察官                        |         |
| 24 | 伊藤元弘   | 1992.12.15 - 1994.12.19 | 防大11期            | プログラム業務隊副長                  | 第38護衛隊司令                                  |         |
| 25 | 三秋 穣    | 1995.12.20 - 1996.9.16  | 防大13期            | 海上幕僚監部調査第1課第3班長          | 自衛艦隊司令部付                                | 2等海佐 |
| 26 | 角田 繁    | 1996.9.17 - 1998.3.19   | 防大14期            | 運用開発隊開発第1科長                 | 自衛艦隊司令部幕僚                              | 2等海佐 |